# Commanderie de Rayssac
Pour les articles homonymes, voir Rayssac (homonymie).
La commanderie de Rayssac est une ancienne commanderie hospitalière située à Albi, dans le Tarn, en région Occitanie (France).

## Historique
La commanderie de Rayssac est établie depuis au moins le milieu du XIIe siècle, avec un premier commandeur attesté dès 1150. Néanmoins, la présence des hospitaliers au sud-est d'Albi remonte au moins à l'année 1120 avec la donation de l'église Saint-Geniès de Puygouzon. En 1195, le commandeur de Rayssac inféode la ville, le fort et la paroisse de Lacapelle, puis en 1220, après un litige qui opposait le commandeur au chapitre de Castres, l'église Saint-Benoit de Gourgues est adjugée aux hospitaliers. La dévolution des biens de l'ordre du Temple permet aux Hospitaliers d'hériter des biens des Templiers, en particulier la commanderie de Cambon-du-Temple où on trouve un commandeur hospitalier à partir de 1314 et ce jusqu'en 1336, date à partir de laquelle Le cambon-du-Temple intègre la juridiction de la commanderie de Rayssac en tant que membre. La commanderie de Rayssac fait partie du grand prieuré de Saint-Gilles et de la langue de Provence.
Lors de la Révolution française, la commanderie est mise sous séquestre, puis vendu aux enchères par la Régie de l'Enregistrement.
L'édifice est inscrit au titre des monuments historiques par arrêté du 10 janvier 1928.

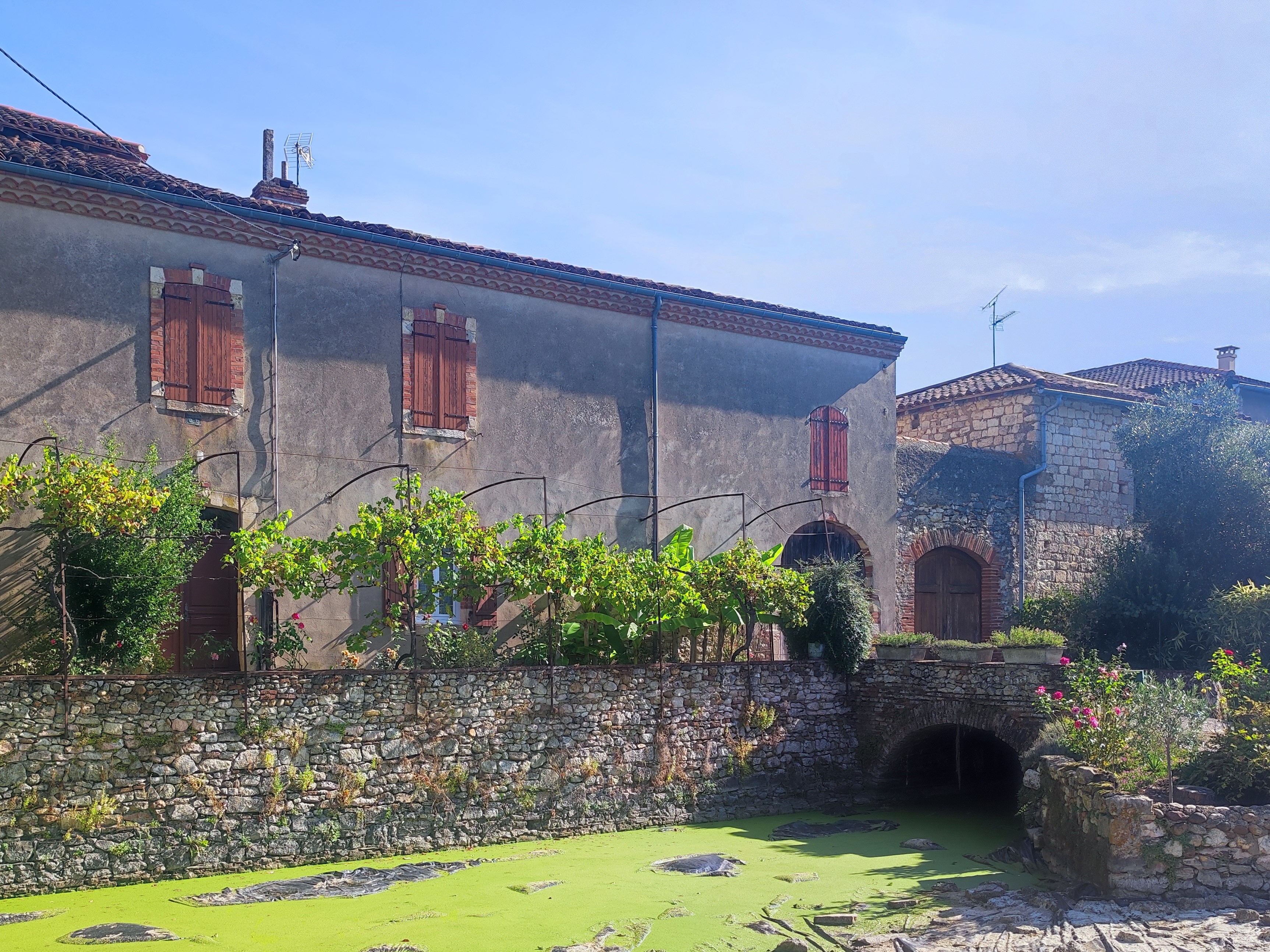
L'entrée de la commanderie

## Architecture
La commanderie de Rayssac se compose d'un corps de logis rectangulaire sur deux étages, en bel appareil de pierre de taille. L'édifice s'organise sur plusieurs ailes, encadrant une cour d'honneur. Au sud, une partie ruinée a été remplacée de manière plus moderne. Plusieurs tours circulaires agrémente la structure, la première, présentant quelques meurtrières, flanque le bâtiment à l'angle nord-ouest, et une seconde, renfermant l'escalier à vis, donne sur la cour par une porte ornementée.
L'intérieur du bâtiment possède encore quelques décorations d'époque, comme dans une des salles de la première tour, où les murs sont recouvertes de fresques, dont les armoiries de l'ordre du Temple ou de Toulouse. L'édifice actuel daterait dans son grand ensemble du XVe siècle.

## Liste des commandeurs
Les sources présentant les commandeurs successifs de Rayssac sont incomplètes et ne permettent pas d'en dresser une liste successives de qualité :
- Jacques de Filartigue (commandeur de ? à 1556)
- Aymeri de La Pierre (1556 à 1565)
- Bernard Blanc, dit de Valhausy (1565 - vers 1575)
- Jean de Soubiran d'Arifat (vers 1575 - 1582)
- Claude de Thésan Venasque (1582 - 1599)
- Honorat du Pagès (1599 - ?)
- Philippe de Soubiran Arifat (? - 1621)
- Tristan de Villeneuve-Maurens (1621 - ?)
- Honoré de Grasse de Montauron (? - ?, cité en 1636)
- Louis de Forbin de Gardane (? - 1684)
- Louis de Rabot de Visselieu (1684 - )

## Membres et annexes
La plupart des possessions de cette commanderie sont d'origine hospitalière exception faite de ce qui provenait des anciennes commanderies templières du Cambon-du-Temple et de Vaour.
Par ordre chronologique, on trouve:
- Saint-Antonin-de-Lacalm (1083, v.  1108)[9]
- Saint-Michel « d'Ambialet »[10] (1084, v.  1108)[9]
- Saint-Geniest de Puygouzon (1120)[2]
- Notre-Dame de Mazières (1169)[11] dite aussi Le Carla[12] (XVe siècle), commune de Castelnau-de-Lévis
- Les églises de Gourgues (Lautrec), Bar (Barre), Combejac (Lacaze), Saint-Cirq (Saint-Cyr, Lautrec), Nouvelle (Lombers), Benaine, Saint-Geniez (Puygouzon)[13], La Capelle (Lacapelle-Ségalar), Escandeliers, Aussabaisse (Aussebaisse, Milhars), Gil, Ambres, Saint-Antonin et Rayssac (1174)[14]
- Lacapelle (fief, 1195. L'église est attestée depuis 1174)[4]
- La Salvetat[15] dite aussi Saint-Jean de Linas (1309)[16], commune de Puycelsi
- Le Cambon-du-Temple (; 1313), commune de Le Fraysse
- Saint-Léonard de Carme dite aussi de Montfranc (1556)[17], commune de Montfranc
- Carmenel (Carmanel d'Alban, 1560)[18], commune de Curvalle
- Vaour (, 1560)[19]
- Roquesusières (Roquecezière), Cambajou (Saint-Pierre-de-Trivisy) et le Mas-Dieu (Marsal ou Montfranc) (1596)[20]
- Poustomy (Pousthomy, 1599)[21]
- Giroussens (château et domaine, XVIIe siècle)[22]
- Guitalens (domaine de Château-Bas, 1655)[23]
- Lanel (, 1762), commune de Cunac[24]

Parmi les annexes à proximité immédiate du siège de la commanderie, on trouve les métairies de:
- La Boual[N 1] (La Boal)
- La Pale[N 2]
- La Ramaziès[N 3] (La Rémésie)